# Смедовац
Смедовац је насеље у Србији у општини Неготин у Борском округу. Према попису из 2022. у насељу је било 50 становника (према попису из 2011. било је 112 становника, према попису из 2002. било је 163 становника а према попису из 1991. било је 225 становника).

## Положај насеља у окружењу
Атар Смедовца се налази између Рогљева, Рајца, Тамнича и Речке. Насеље је у граничном положају према Бугарској, до границе је 4 километра ваздушном линијом. Село се налази на надморској висини од просечно 120 метара, на 44°07’12” северне географске ширине и 22° 32’ 22” источне географске дужине.

## Историја
На карти „Темишварски Банат“ забележен је Zwedovatz као насељено место. Као село Szmedovaz се помиње 1784. године, 1811. године је написано Смедовац, а Вук Караџић га је касније забележио као Медовци.
Смедовац је 1846. године имао 50, 1866. године 66, а 1924. године 118 кућа. На карти „Темишварски Банат“ место Toponi је данас топографско име и нема предања да је ту било село.
По предању је до пре 200 година Смедовац био у Селишту, као заселак села Рогљева. У то време због рата његово се станоништво, чије је порекло са Косова, растурило и већина избегла у смедеревски и пожаревачки крај. После кратког времена неки су се повратили у Селиште а потом преместили на данашње место.

## Демографија
Према последњем попису из 2022. године у Смедовцу је живело 50 становника што је за 62 мање у односу на 2011. када је на попису било 112 становника. У насељу живи 50 пунолетних становника, а просечна старост становништва износи 71,92 година (72,21 код мушкараца и 71,65 код жена).
Према подацима пописа из 2022. у насељу има 38 домаћинства, а просечан број чланова по домаћинству је 1,32 а према истом попису у насељу има 173 стамбених јединица од којих је 80 насељених.
Ово насеље је у потпуности насељено Србима (према попису из 2011. године), а у последња три пописа, примећен је пад у броју становника.
|  |

| Демографија | Демографија | Демографија |
| Година      | Становника  | Становника  |
| ----------- | ----------- | ----------- |
| 1948.       | 528         |             |
| 1953.       | 514         |             |
| 1961.       | 499         |             |
| 1971.       | 419         |             |
| 1981.       | 327         |             |
| 1991.       | 225         | 222         |
| 2002.       | 163         | 163         |
| 2011.       | 112         |             |
| 2022.       | 50          |             |

| Етнички састав према попису из 2011.‍ | Етнички састав према попису из 2011.‍ | Етнички састав према попису из 2011.‍ | Етнички састав према попису из 2011.‍ | Етнички састав према попису из 2011.‍ |
| ------------------------------------ | ------------------------------------ | ------------------------------------ | ------------------------------------ | ------------------------------------ |
|                                      |                                      |                                      |                                      |                                      |
| Срби                                 | Срби                                 |                                      | 112                                  | 100,0%                               |
| непознато                            | непознато                            |                                      | 0                                    | 0,0%                                 |

| Година пописа     | 1948. | 1953. | 1961. | 1971. | 1981. | 1991. | 2002. |
| ----------------- | ----- | ----- | ----- | ----- | ----- | ----- | ----- |
| Број домаћинстава | 114   | 111   | 108   | 104   | 93    | 81    | 70    |

| Број чланова      | 1  | 2  | 3 | 4 | 5 | 6 | 7 | 8 | 9 | 10 и више | Просек |
| ----------------- | -- | -- | - | - | - | - | - | - | - | --------- | ------ |
| Број домаћинстава | 20 | 29 | 9 | 6 | 3 | 2 | 1 | 0 | 0 | 0         | 2,33   |

| Пол    | Укупно | Неожењен/Неудата | Ожењен/Удата | Удовац/Удовица | Разведен/Разведена | Непознато |
| ------ | ------ | ---------------- | ------------ | -------------- | ------------------ | --------- |
| Мушки  | 74     | 12               | 45           | 12             | 5                  | 0         |
| Женски | 83     | 5                | 47           | 28             | 3                  | 0         |
| УКУПНО | 157    | 17               | 92           | 40             | 8                  | 0         |

| Пол    | Укупно                    | Пољопривреда, лов и шумарство | Рибарство                            | Вађење руде и камена | Прерађивачка индустрија       |
| ------ | ------------------------- | ----------------------------- | ------------------------------------ | -------------------- | ----------------------------- |
| Мушки  | 44                        | 34                            | 0                                    | 0                    | 3                             |
| Женски | 38                        | 37                            | 0                                    | 0                    | 0                             |
| УКУПНО | 82                        | 71                            | 0                                    | 0                    | 3                             |
| Пол    | Производња и снабдевање   | Грађевинарство                | Трговина                             | Хотели и ресторани   | Саобраћај, складиштење и везе |
| Мушки  | 0                         | 0                             | 2                                    | 0                    | 1                             |
| Женски | 0                         | 0                             | 0                                    | 0                    | 0                             |
| УКУПНО | 0                         | 0                             | 2                                    | 0                    | 1                             |
| Пол    | Финансијско посредовање   | Некретнине                    | Државна управа и одбрана             | Образовање           | Здравствени и социјални рад   |
| Мушки  | 0                         | 0                             | 1                                    | 0                    | 1                             |
| Женски | 0                         | 0                             | 0                                    | 1                    | 0                             |
| УКУПНО | 0                         | 0                             | 1                                    | 1                    | 1                             |
| Пол    | Остале услужне активности | Приватна домаћинства          | Екстериторијалне организације и тела | Непознато            | Непознато                     |
| Мушки  | 0                         | 0                             | 0                                    | 2                    | 2                             |
| Женски | 0                         | 0                             | 0                                    | 0                    | 0                             |
| УКУПНО | 0                         | 0                             | 0                                    | 2                    | 2                             |